# Bortleova stupnice

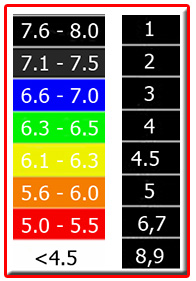
Bortleova stupnice

Bortleova stupnice (anglicky Bortle scale) je devítibodová stupnice, která popisuje míru světelného znečištění. Nižší hodnota Bortleova stupně značí nižší míru světelného znečištění, vyšší hodnota naopak vyšší míru světelného znečištění. Stupnici zavedl americký astronom John Bortle v únoru 2001, kdy ji publikoval v časopise Sky and telescope.

## Tabulka s Bortleovou stupnicí
| Bortleův stupeň | Barva    | Popis |
| --------------- | -------- | --- |
| 1               | černá    | Vynikající, skutečně tmavá obloha - Nejslabší pouhým okem viditelné hvězdy: 7,5–8,0 mag - Jas oblohy nad 21,7 MSA (magnituda na čtvereční úhlovou vteřinu) - Zvířetníkové světlo, protisvit a zodiakální pás jsou dobře viditelné - Světelné záření atmosféry je zřetelné podél horizontu - Mnoho objektů vzdáleného vesmíru je vidět pouhým okem – galaxie M33 je nápadná i přímým viděním - Mléčná dráha může vrhat stíny - V České republice se takto tmavá obloha již nevyskytuje, nejblíže ji lze spatřit na některých místech v Alpách (zde odkaz na jedno takové pozorování Archivováno 21. 11. 2015 na Wayback Machine.) |
| 2               | šedá     | Skutečně tmavá obloha - Nejslabší pouhým okem viditelné hvězdy: 7,0–7,5 mag - Jas oblohy nad 21,6 MSA - Velmi nápadné zvířetníkové světlo, za nejlepších nocí může vrhat stíny - Mléčná dráha ma bohatou strukturu - Podél obzoru může být slabě patrné světelné záření atmosféry - V České republice se takto tmavá obloha již nevyskytuje, pouze výjimečně za dobrých podmínek v nejodlehlejších oblastech Šumavy a MOTO. |
| 3               | modrá    | Venkovská obloha - Nejslabší pouhým okem viditelné hvězdy: 6,5–7,0 mag - Jas oblohy okolo 21,5 MSA - Zvířetníkové světlo je dobře viditelné, za nejlepších nocí může být patrná jeho nažloutlá barva - Mléčná dráha je bohatě strukturovaná - Podél obzoru jsou viditelné známky světelného znečištění od vzdálených měst - Mraky mohou být slabě nasvícené - V České republice takto tmavou oblohu nalezneme nad nejodlehlejšími částmi Šumavy, Manětínské oblasti tmavé oblohy a NP Podyjí - Výjimečně, za vhodných podmínek, může být takto tmavá obloha i na dalších místech ČR, např. Jizerská oblast tmavé oblohy          |
| 4               | zelená   | Venkovská/příměstská obloha - Nejslabší pouhým okem viditelné hvězdy: 6,0–6,5 mag - Jas oblohy okolo 21,3 MSA - Zvířetníkové světlo je zřetelné - Mléčná dráha je působivá, ale postrádá detaily - Podél obzoru jsou nápadné světelné "čepice" nad městy - Mraky jsou nasvícené od umělých zdrojů světla, jen vysoko nad obzorem mohou být tmavé. - V České republice takto tmavou oblohu nalezneme nad odlehlejšími místy jižních a západních Čech (Manětínsko) a nad horskými oblastmi (např. Jizerská oblast tmavé oblohy, Beskydská oblast tmavé oblohy, Krkonoše)                                                           |
| 4               | žlutá    | Venkovská/příměstská obloha - Nejslabší pouhým okem viditelné hvězdy: 6,0–6,5 mag - Jas oblohy okolo 21,3 MSA - Zvířetníkové světlo je zřetelné - Mléčná dráha je působivá, ale postrádá detaily - Podél obzoru jsou nápadné světelné "čepice" nad městy - Mraky jsou nasvícené od umělých zdrojů světla, jen vysoko nad obzorem mohou být tmavé. - V České republice takto tmavou oblohu nalezneme nad odlehlejšími místy jižních a západních Čech (Manětínsko) a nad horskými oblastmi (např. Jizerská oblast tmavé oblohy, Beskydská oblast tmavé oblohy, Krkonoše)                                                           |
| 5               | oranžová | Příměstská obloha - Nejslabší pouhým okem viditelné hvězdy: 5,5–6,0 mag - Jas oblohy okolo 20,8 MSA - Zvířetníkové světlo je viditelné pouze za nejlepších jarních a podzímních nocí - Velmi slabá, nebo neviditelná Mléčná dráha u obzoru. Nad hlavou je vybledlá - Světla z měst jsou patrná ve většině směrů - V České republice je takto tmavá obloha nad většinou venkovských oblastí |
| 6               | červená  | Světlá příměstská obloha - Nejslabší pouhým okem viditelné hvězdy: okolo 5,5 mag - Jas oblohy okolo 20,0 MSA - Zvířetníkové světlo není viditelné - Náznak Mléčné dráhy vysoko nad obzorem - Taková obloha je v menších městech a v okolí velkých měst |
| 7               | červená  | Příměstská/městská obloha - Nejslabší pouhým okem viditelné hvězdy: okolo 5,0 mag - Jas oblohy okolo 19 MSA - Obloha má šedivý nádech - Mraky jsou jasně nasvícené - Taková obloha je ve středně velkých městech a okrajových částech velkých měst |
| 8               | bílá     | Městská obloha - Nejslabší pouhým okem viditelné hvězdy: okolo 4,5 mag, nebo horší - Jas oblohy okolo 18 MSA - Velmi světlá obloha - Některé z hvězd ze známých souhvězdí nejsou viditelné - Taková obloha je ve středu velkých měst |
| 9               | bílá     | Obloha uvnitř velkoměsta - Nejslabší pouhým okem viditelné hvězdy: 4,0 mag, nebo horší - Jas oblohy okolo 17,5 MSA a jasnější - Velice světlá obloha - Mnoho hvězd tvořící souhvězdí jsou špatně viditelná, nebo neviditelná - Taková obloha je v centru velkoměsta, např. v Praze |